# Amil Shivji

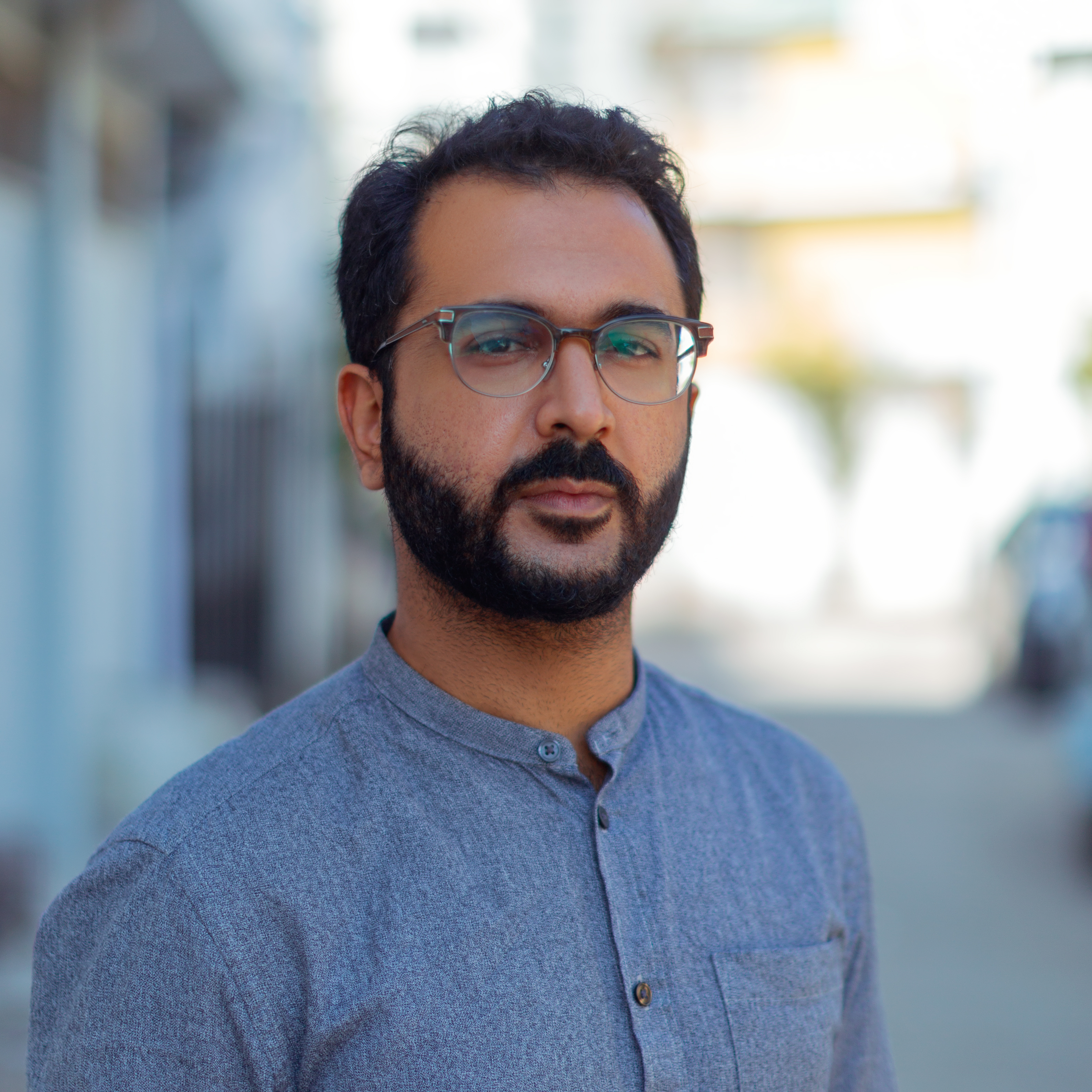
Amil Shivji

Amil Shivji (* in Daressalam) ist ein tansanischer Filmregisseur, Produzent und Dozent an der Universität von Daressalam. Bekannt wurde er durch seine Filme, die sich mit sozialen und politischen Themen Tansanias auseinandersetzen, insbesondere mit den Unabhängigkeitskämpfen und den Herausforderungen marginalisierter Gemeinschaften.

## Leben
Shivji wurde in Daressalam geboren, seine familiären Wurzeln liegen jedoch in Sansibar, das er häufig in seiner Kindheit besuchte. Er absolvierte ein Masterstudium der Schönen Künste an der York University in Toronto, Kanada. Nach seiner Rückkehr nach Tansania arbeitete er als freiberuflicher Filmemacher und wurde Dozent an der Universität von Daressalam.
Shivji gründete die unabhängige Produktionsfirma Kijiweni Productions, die sich der Produktion lokaler Geschichten mit internationalem Standard widmet. Zudem initiierte er Kijiweni Cinema, wo monatlich afrikanische Filme gezeigt und diskutiert werden. Seine Arbeit konzentriert sich darauf, mittels Film soziale und politische Ungerechtigkeiten zu thematisieren und die Kämpfe marginalisierter Gemeinschaften hervorzuheben.

## Wirken
Shivji schrieb, inszenierte und produzierte mehrere Kurzfilme, die auf internationalen Filmfestivals Anerkennung fanden, darunter das International Film Festival Rotterdam und FESPACO in Burkina Faso. Seine Kurzfilme Shoeshine (2013) und Samaki Mchangani (2014) behandeln Themen wie Korruption, Landraub und die wachsende Kluft zwischen den sozialen Klassen.
Sein Spielfilmdebüt als Regisseur gab er mit T-Junction (2017), welcher das Sansibar International Film Festival eröffnete und drei Auszeichnungen erhielt. Als Produzent war er zuvor bereits an dem Film Aisha (2015) beteiligt.
Mit seinem zweiten Spielfilm Die Liebe in ungleichen Zeiten (Vuta n’kuvute, englischer Titel: Tug of War, 2021) schrieb Shivji Geschichte, als der Film als erster tansanische Beitrag in die offizielle Auswahl des Toronto International Film Festivals aufgenommen wurde. Der Film war 2022 Gewinner-Spielfilm auf dem Zanzibar International Film Festival und 2023 der tansanische Beitrag für den besten internationalen Film für die Oscarverleihung. Basierend auf dem Swahili-Roman von Shafi Adam Shafi erzählt der Film die Geschichte des jungen Freiheitskämpfers Denge und der indisch-sansibarischen Yasmin, die vor einer Zwangsheirat flieht. Ihre Liebesgeschichte spielt vor dem Hintergrund des politischen Aufstands gegen die britische Kolonialherrschaft in Sansibar in den 1950er-Jahren.
Mit Tug of War wollte Shivji eine wenig bekannte Episode der Geschichte Sansibars beleuchten und gegen die gängige Darstellung der Insel als touristisches Paradies ankämpfen. Er betonte die Bedeutung, die Geschichte aus der Perspektive der lokalen Bevölkerung zu erzählen und die anhaltenden sozialen und rassischen Spannungen zu thematisieren, die bis heute bestehen.
Er war einer der Produzenten des Dokumentarfilms Das leere Grab (2024) unter der Regie von Agnes Lisa Wegner und Cece Mlay.

## Filmografie
- 2012: Who Killed Me (Kurzfilm)
- 2013: Shoeshine (Kurzfilm)
- 2014: Samaki Mchangani (Kurzfilm)
- 2017: T-Junction
- 2018: Wahenga
- 2021: Mozizi (Kurzfilm)
- 2021: Die Liebe in ungleichen Zeiten (Vuta n’kuvute / Tug of War)
- 2024: Das leere Grab (The Empty Grave)

## Auszeichnungen (Auswahl)
- People’s Choice Award beim Sansibar International Film Festival für Shoeshine
- Bester Regisseur in Afrika für seine Kurzfilme
- Vier Auszeichnungen beim Sansibar International Film Festival 2016 für Aisha
- Bester Langspielfilm beim Mashariki African Film Festival für Tug of War
- Oumarou-Ganda-Preis beim FESPACO 2021 für Tug of War